# Laboratorio Mullard per la Scienza Spaziale
Il Laboratorio Mullard per la Scienza Spaziale (in lingua inglese Mullard Space Science Laboratory) è il più grande gruppo universitario di ricerca spaziale del Regno Unito. È parte del Dipartimento di Fisica del Clima e dello Spazio della University College di Londra, una delle prime università al mondo a condurre studi sullo Spazio. Dalla sua fondazione ha partecipato a 35 missioni con satelliti, 10 delle quali sono ancora in corso, e a oltre 200 esperimenti con razzi.
Prende il suo nome dalla ditta Mullard ed è situato a Holmbury St Mary, nelle Surrey Hills vicino alla cittadina di Dorking, nella contea di Surrey.